# درب الخائف
درب الخائف أو درب الخايف هو طريق قديم في قضاء السلمان بمحافظة المثنى بصحراء الحجرة بالبادية العراقية جنوب العراق، يبدأ الطريق من جنوب مدينة السماوة، كان من أشهر طرق القوافل الرئيسية التي تكثر بها موارد الماء بالبادية العراقية، تربط مدن العراق شرقاً بإقليم نجد غرباً، ومن المنيعية طريق إلى درب الخائف حيث يتوعّر الطريق ثم يمضي إلى هدانية. وتخاديد موقعها بين ظهرة البطن وبين الحجرة، شمال منهل ازعبلي وعنده يلتقي درب الخايف بطريق الحاج المارّ بلينة.